# Corps municipal des sapeurs-pompiers de la ville de Marseille
Le Corps municipal des sapeurs-pompiers de la ville de Marseille était le service qui assurait la lutte contre l'incendie et le secours à Marseille jusqu'en 1939,.
Le 28 octobre 1938, l'incendie des Nouvelles Galeries plonge Marseille dans le drame et va précipiter la chute du Corps municipal des sapeurs-pompiers, qui va être rapidement remplacé par une unité militaire de la marine nationale, le Bataillon de marins-pompiers de Marseille,.

## Effectifs du Corps des sapeurs-pompiers marseillais
Le corps municipal des sapeurs-pompiers de la ville de Marseille est formé de trois compagnies, qui comprennent chacune une section hors rang. Il est dirigé par un état-major de cinq officiers qui sont :
- un chef de bataillon, chef de corps,
- un capitaine adjoint,
- un officier-ingénieur,
- deux médecins chefs.

Les hommes qui composent le bataillon sont tous des pompiers professionnels, payés par la municipalité marseillaise. Ce sont donc des employés municipaux.
Les Ire et IIe compagnie sont dites « Compagnies de ville ». Ce sont elles que les Marseillais connaissent le mieux car ce sont ces deux compagnies qui assurent la protection de la ville. Elles sont cantonnées à la caserne centrale du boulevard de Strasbourg. Hormis sa section hors rang, chacune d'entre elles est composée du personnel suivant : 
- un capitaine ;
- deux lieutenants ou sous-lieutenants ;
- deux adjudants ;
- six sergents ;
- douze caporaux ;
- entre 85 et 90 sapeurs.

La IIIe Compagnie, dite « Compagnie du port », tout en dépendant de la ville, est en fait sous le contrôle étroit de la Chambre de commerce. Nous étudierons plus loin son mode de fonctionnement très particulier.
En 1938, un problème d'effectif était latent. En effet, le bataillon, toutes compagnies confondues, possède un effectif légal de quatre cents hommes. Mais il n'y a réellement que trois cent quatre-vingt-quinze hommes pour un effectif courant d’environ deux cents hommes.

## Effectif réel du corps en octobre 1938
- Ire Compagnie : 127 hommes dont 106 sapeurs-pompiers et 21 hommes de section hors rang (chauffeurs)
- IIe Compagnie : 134 hommes dont 103 sapeurs-pompiers et 31 hommes section hors rang (chauffeurs)
- IIIe Compagnie : 129 hommes :
  - 1er peloton : 26 hommes au service de terre et 30 aux bateaux-pompes
  - 2e peloton : 34 hommes au service de terre et 34 bateaux-pompes
- États-Majors :
  - Chef de corps : 1
  - Capitaine adjoint : 1
  - Officier Ingénieur : 1
  - Médecins-Chef : 2

soit un total de 395 hommes
Comme nous l'avons vu, les sapeurs-pompiers employés par le bataillon étaient des employés municipaux. En tant que tel, ils faisaient quasiment tous partie du syndicat. Or, ce syndicat avait souvent l’oreille du maire ou de son adjoint ce qui pouvait créer des problèmes. Un exemple frappant de l’ingérence du syndicat dans la bonne marche du bataillon est « l’affaire des cafés ». Autour de la caserne, il y avait de très nombreux bars. Pour lutter contre un certain laisser-aller, le chef de corps décida la fermeture des portes de la caserne à 21h00. Quelques jours plus tard, il était obligé de faire machine arrière sous la pression de la mairie qui avait reçu plusieurs plaintes du syndicat.
Enfin, il ne faut pas minimiser le rôle que joua Simon Sabiani en tant qu'adjoint délégué aux sapeurs-pompiers sous les municipalités Flaissières et Ribot. Jouant sur son poste, il fit enrôler de nombreux compatriotes corses, tous entièrement à sa solde, prêts au mieux  à l'aider lors des campagnes électorales, au pire, à faire le coup de poing. Ce sont les familles corses du quartier du Panier qui profiteront le plus de cette filière où les mutations se faisaient localement. Paradoxalement, même après le départ de Simon Sabiani, les demandes de congés continuèrent à être nombreuses en période électorale. Pour l'état-major du bataillon, il était hors de question de les refuser. Durant ces périodes, le bataillon s’est retrouvé plusieurs fois en sous effectif.
Après son accession au fauteuil de maire, Henri Tasso ne s'attaqua jamais à ce fief sabianiste, véritable furoncle dans une municipalité qu'il tentait de faire devenir socialiste. Ce fut probablement sa grande erreur.

## Mode de recrutement des sapeurs-pompiers marseillais
D'après les décrets en vigueur à l'époque, et principalement celui du 13 août 1925, les sapeurs doivent être recrutés par le conseil d'administration de ce corps. Or, en ce qui concerne la cité phocéenne, une dérive grave intervint dans le recrutement de ce corps de sapeurs pompiers professionnels. Le recrutement était assujetti au clientélisme voire aux orientations idéologiques, particulièrement jusqu'en 1935 où Simon Sabiani dû abandonner son poste d'adjoint délégué aux sapeurs-pompiers à la suite de sa défaite électorale.
L'arrivée de la municipalité Tasso ne changea pas l'ordre des choses. Simplement, le bassin clientéliste changea. Comme dans les années précédentes, la liste des incorporables continua à être établie par le maire et l'adjoint délégué. De même, ils continuèrent à approuver les nominations ! Le conseil d'administration  n'avait plus qu'à entériner les choix déjà effectués par la municipalité. Les nominations d'officiers suivaient exactement le même processus mais, bien évidemment, leurs convictions politiques devaient, de plus, être en conformité totale avec celle du maire ou de l'adjoint délégué.
Dans le rapport manuscrit établi en 1939 à destination du juge d'instruction chargé de l'enquête sur l'incendie des Nouvelles-Galeries le commandant Fredenucci, en poste depuis le mois de janvier 1933, cite un exemple frappant de cette ingérence municipale. Alors que Henri Tasso, alors ministre, se trouvait à Paris, le premier adjoint fit incorporer un candidat sans en avertir le maire. Le lendemain matin, Henri Tasso, en personne, téléphonait au commandant Fredenucci pour faire casser cette incorporation prise sans son aval. Pour la petite histoire, le candidat était accepté le surlendemain sur recommandation … de ce même maire Henri Tasso ! 
Le Corps était donc soumis à la double pression des politiques et du syndicat. Cet état de fait, ajouté au curieux mode de recrutement de ses effectifs, entraîna de graves lacunes dans l’organisation même de ce corps municipal. En effet, le Corps était structuré pour comporter cinq postes de capitaine. Deux d'entre eux seulement étaient pourvu :
- celui d'officier ingénieur par le capitaine Serves ;
- celui de capitaine du bateau-pompe l'Alerte par le capitaine Massiani.

Chacune des trois compagnies aurait dû être commandée par un Capitaine. Malheureusement, en 1938, les trois postes étaient vacants.
De même, si tous les postes de lieutenants qui étaient au nombre de neuf, étaient pourvus sur le papier, il ne faut pas oublier que trois d'entre eux faisaient office de « capitaine ». De ce fait, trois postes de lieutenant étaient occupés par des sous-officiers.
De plus, par le mode même de recrutement, tous ces lieutenants, choisis sur des critères plus politique que professionnel, étaient de valeurs professionnelles et d'instruction inégale. ceci pouvait handicaper certaines équipes lorsqu'elles intervenaient sur les incendies.
Ce principe de « cascade » dans les grades touchait tous les rangs d'officiers et de sous officiers. Il en résultait un grave handicap pour le Corps des sapeurs-pompiers. Depuis 1935, il n'y avait eu aucune nomination importante au sein du bataillons hormis quelques rares avancements rendus nécessaires par ancienneté. Ainsi, le 28 octobre 1938, les postes suivants se trouvaient vacants :
- Capitaines : 3
- Lieutenants : 3
- Adjudants : 1
- Sergents : 1 (dont un fourrier)
- Caporaux : 9

## Mode de fonctionnement du Corps
En 1938, les sapeurs-pompiers marseillais ne disposent que d'une seule caserne située au boulevard de Strasbourg, appelée caserne centrale. C'est la seule caserne qui a vu le jour sur les trois programmées avant la Première Guerre Mondiale. Les autres projets ont été sacrifiés sur l'autel de l'urbanisme.
Par exemple, pour ce qui concerne la caserne « sud », le terrain acquis à l'autorité militaire Boulevard Rabatau, a vu s'élever des immeubles de la Sogima.
Au moment de l'incendie des Nouvelles-Galeries, il existe donc une caserne centrale et quatre postes (Endoume, Hôtel de ville, Mont de Piété, place Jean Jaurès). Ces postes étaient des postes téléphoniques et de gardes n'ayant aucune utilité du point de vue de la défense contre l'incendie pure. Aménagés dans des magasins ou des lieux publics, aucun matériel automobile ne pouvait y être logé.
Le fonctionnement du corps est basé sur le système de tour de garde. Ces gardes, de vingt quatre heures, sont effectuées par roulement par chaque compagnie. Il y a en moyenne une cinquantaine d'homme en permanence à la caserne sauf au moment des repas où il peut n'y avoir que la moitié de l'effectif.
En effet, l'absence de caserne se faisait particulièrement sentir aux heures des repas. Aucune installation de réfectoire suffisante n'existant, la hiérarchie permet aux sapeurs non logés à la caserne de Strasbourg de prendre leur repas à domicile. Chaque compagnie est alors divisée en deux bordées qui disposent de deux heures pour se restaurer. Les créneaux horaires pour cette opération sont :
- 10h45–14h45 pour le repas de midi
- 18h00–22h00 pour le repas du soir

C'est ainsi qu'à ces heures là, les cinq piquets d'incendie prévus étaient réduits à deux et demi soit vingt hommes plus quelques disponibles, soit au total une trentaine d'hommes. Nous savons ce que cet état de fait a coûté lors de l'incendie des Nouvelles-galeries qui s'est produit pendant les heures creuses.

## LaIIIeCompagnie: un cas particulier
La mission principale de la IIIe Compagnie, dite « Compagnie du port », est la défense du port autonome. Pour cette mission à haut risque, elle comprend cent trente hommes et dispose du matériel acheté et entretenu par la Chambre de commerce de Marseille. Ce matériel est sans commune mesure avec celui des « Compagnies de ville ». Il est en excellent état, récent et puissant.
Le port autonome a installé, au sein de l'enceinte portuaire, deux postes de secours, le poste de la Bigue où se trouve quinze hommes en permanence et le poste de la Madrague qui ne comprend lui que dix hommes. Ce dispositif est renforcé par deux bateaux-pompes comprenant chacun une vingtaine d'hommes d'équipage.
La 3e compagnie est sans contestation possible la compagnie la plus professionnelle du Corps. Son organisation est rationnelle tandis que son personnel est bien entraîné et bien instruit. Plusieurs fois son professionnalisme a été cité en exemple lors d'interventions au sein de l'enceinte portuaire sur des feux de bateaux ou pire, sur des feux chimiques.
Quant au personnel de garde, il est constamment apte à partir (et en totalité) au premier appel. Dans le cas qui nous intéresse, on fera appel relativement tardivement à ces pompiers particulièrement compétents.

## Le matériel utilisé par les sapeurs-pompiers marseillais
Matériel des Ire et IIe Compagnies
- 3 autopompes Laffly (type 100 m3) dont une en réparation au moment du sinistre ;
- 1 camionnette-pompe Delahaye 1913
- 2 autopompes Delahaye 1917
- 1 autopompe Renault 1925
- 1 échelle mécanique Magirus sur porteur Delahaye 1913 (Matériel lourd, encombrant, difficile à manœuvrer et pratiquement inutilisable au feu comme cet incendie l'a démontré)
- 1 tracteur-grue Latil (opération de voirie et sauvetage sur voie publique)

Matériel de la IIIe Compagnie
- 1 autopompe Somua (type 300 m3)
- 1 dévidoir d'accompagnement avec lance-monitor montée sur affût plate-forme
- 2 autopompes Rochet-Schneider-Drouville (type 100 m3)

Matériel flottant :
- 1 bateau pompe, l'Alerte - Débit 1 200 m3 sous une pression de 12 kg avec en outre des pompes d'épuisement pour sauvetage de bateau débitant 3 000 m3
- 1 bateau pompe, la Durance - débit 400 m3 sous une pression de 5 kg.

Mais ce bel inventaire cache en fait de nombreux problèmes. Dans le rapport manuscrit déjà cité, le Commandant Fredenucci n’est pas tendre envers le matériel en général. Par exemple, il ne peut s’empêcher de préciser que les auto-pompes Delahaye ont été acquises par la ville en 1917 à la suite de la visite à Marseille d’un représentant de l’état qui s’inquiétait de l’état de délabrement du matériel de secours. Mais, en 1938, ces auto-pompes sont vieilles, poussives et plus du tout adapté à la mission de lutte qui est la leur 
Les auto-pompes Laffly, beaucoup plus récentes, sont soumises à la critique dans ce rapport. Elles tombent souvent en panne et ne sont pas d’un usage facile. Le moteur initial n’est pas assez puissant pour leur poids de dix tonnes. Cela entraîne de nombreuses panne sans compter les ruptures fréquentes de l’arbre arrière. Le remplacement des moteurs doit donc être effectué, ce qui grève le budget du corps.
En termes clairs, le matériel est ancien, voire obsolète. Il a beaucoup souffert au cours de sa carrière et il faut le remplacer. Pourtant, les  crédits alloués au corps des sapeurs-pompiers par la ville de Marseille restent constamment stationnaires. Ils permettent tout juste le fonctionnement mais pas l'investissement en matériel neuf et en infrastructures nouvelles. L’administration municipale ne suit donc pas les demandes de crédit supplémentaires que ses pompiers lui demandent pour pouvoir remplir efficacement leur mission.

## Remarques concernant le 28 octobre 1938
La dissolution du corps des sapeurs-pompiers intervint à la suite du terrible incendie des Nouvelles Galeries, sur la Canebière le 28 octobre 1938. La carence des sapeurs-pompiers fut pointée du doigt par les experts pour expliquer les 73 victimes.
Le feu ayant été signalé a 14h37, nous nous trouvons en plein dans le créneau horaire du repas de midi. Seuls sont réellement disponibles à ce moment-là dans la caserne les hommes de la première bordée, soit vingt-cinq hommes. Si le Corps a pu faire partir cinquante et un hommes avant 14h41 comme les registres l'indiquent, cela s'explique par :
- l'arrivée avant l'heure limite de 14h45 de la plupart des hommes de seconde bordée ;
- l'utilisation du personnel « détaché » présent dans la caserne.

Un départ à ce moment-là implique que seulement deux piquets et demi (les vingt-cinq hommes de la première bordée) sont normaux et correctement équipés. Pour les deux premiers piquets, chaque homme occupe la place de sa fonction. À partir du troisième piquet, le Corps monte les piquets à la hâte, au petit bonheur, au gré des arrivées. Toutefois, la valeur professionnelle de ces piquets s'en trouve diminuée. En effet, à partir du troisième piquet, les équipages qui partent ne sont pas composés avec le maximum d'efficacité. Pour preuve, le nombre de témoins citant des sapeurs sans casque ou avec une partie de leur équipement manquant.
Le 28 octobre 1938, étaient de service la 2e Compagnie, le 2e peloton et l'état-major soit un total théorique de 212 personnes. En fait, ce jour-là, il n'y avait que 133 sapeurs disponibles.
Sur les théoriques 134 sapeurs de la 2e compagnie,
seuls 89 sont disponibles.
Sur les théoriques 73 sapeurs du 2e Peloton de la 3e compagnie, seuls 42 sont disponibles.
Enfin, sur les 5 officiers de l'état-major, seuls 2 sont disponibles
Les manquants ce jour là se répartissent de la manière suivantes : 
- états-majors :
  - commandant Fredenucci : blessé antérieurement ;
  - médecins-majors : deux de repos ;
- personnels : 
  - 16 sapeurs en « repos supplémentaires » (un jour de repos pour sept jours de service)
  - 18 sapeurs en congé annuel ;
  - 2 en permission exceptionnelle ;
  - 11 sapeurs en maladie (Le taux des malades de 5 % laisse supposer que la forme physique des sapeurs-pompiers marseillais laisse à désirer)
  - 11 sapeurs « détachés » (affectés aux réparations de la caserne) ;
  - 18 sapeurs en service intérieur.

Soit un total de 79 sapeurs non disponibles

## Conclusions
Le feu a surpris tout le monde par sa rapidité de propagation et sa puissance. La lutte contre un sinistre de l'ampleur de celui des Nouvelles-Galeries aurait pu dépasser les capacités d'autres corps mieux organisés et mieux équipés. Mais les carences du corps des sapeurs-pompiers de Marseille ont sans doute constitué un facteur aggravant.
Quant à l’état-major, il ne s'était tout simplement pas préparé à faire face à un incendie d'une telle violence.
L'impéritie des municipalités successives, avant même l'arrivée d'Henry Tasso, porte elle aussi la lourde responsabilité de ce drame en n'ayant pas donné aux sapeurs pompiers de la deuxième ville de France, les moyens humains et matériels de remplir leur mission avec la meilleure efficience possible.